# Lego Супергерои DC: Флэш
«Lego Супергерои DC: Флэш» (англ. Lego DC Comics Super Heroes: The Flash) — мультипликационный фильм, предназначенный для домашнего просмотра и основанный на персонажах «DC Comics». Фильм является седьмым в линейке «Lego DC Comics» и вышел 13 февраля 2018 года.

## Сюжет
Атом посещает Зал справедливости, где знакомится с Бэтменом, Суперменом, их питомцами немецкой овчаркой Эйсом и суперпсом Крипто, а также с Киборгом. К ним присоединяются Чудо-женщина, Пластикмен и Огненный Шторм и они приглашают Атома вступить в Лигу Справедливости.
Внезапно поступает сигнал тревоги и Лоис Лейн сообщает, что Джокер напал на Метрополис. Он поражает горожан смехотворным газом и направляется к зданию «Daily Planet», чтобы преобразить его. Бэтмен посылает сигнал тревоги Флэшу и Лига справедливости направляется в Метрополис. Джокер поражает большинство её членов своим газом и взбирается на глобус «Daily Planet». Атом уменьшается, чтобы найти противоядие от газа Джокера, а Бэтмен преследует злодея.
Тем временем, проснувшись ровно в 8 часов утра, Флэш оказывает помощь жителям Централ-сити, обезвреживает Капитана Холода и Капитана Бумеранга. С опозданием обнаружив пропущенный сигнал Бэтмена, он направляется в Метрополис, где Атом нашёл противоядие и вылечил пострадавших. Флэш возвращает преобразованному зданию «Daily Planet» привычный облик и задерживает Джокера.
Внезапно появляется некто, внешне похожий на Флэша, но с обратной расцветкой костюма. Флэш пытается догнать незнакомца, но совершает прыжок во времени и оказывается в 8 утра в своей постели. Поняв, что он попал во временную петлю, устроенную незнакомцем, Флэш раз за разом пытается догнать его. Однажды ему удаётся перегнать незнакомца и он вырывается из петли времени, потеряв свою сверхспособность к скорости.
С трудом добравшись до Зала справедливости, Флэш встречает осуждение со стороны членов Лиги. Атом говорит, что он не собирается присоединяться к ним и уменьшается до невидимых размеров. Бэтмен и остальные члены дают отставку Барри Аллену. Вернувшись домой, Флэш обнаруживает там виновника его бед, который называет себя Обратным Флэшем, прибывшим из будущего, чтобы стать величайшим супергероем. Он заковывает Аллена и уходит.
Атом, всё это время находившийся в костюме Флэша, пытается помочь супергерою. Он не может увеличиться, тем не менее ему удаётся набрать номер Доктора Фэйта на смартфоне Аллена. Удивившись, что кто-то знает о его проблеме и может помочь, Флэш связывается с набранным абонентом и оказывается в мире Доктора Фэйта и его помощницы Затанны. Волшебники рассказывают Флэшу, что ему нужно вновь обрести связь с Силой скорости и отправляют его в другое измерение.
Тем временем Обратный Флэш предотвращает преступления по всей стране и становится самым популярным супергероем. Он обманом завладевает Силой скорости, путь к которой обнаружил Флэш, и заточает членов Лиги справедливости в их штаб-квартире. С помощью Эйса, Крипто, члена Корпуса Зелёных фонарей Бэджа и морского конька Аквамена Атом устраивает побег супергероям, и они направляются в Бэт-пещеру. Туда же прибывает и Флэш с кубиками, содержащими Силу скорости. Объединившись, герои побеждают Обратного Флэша и, пользуясь его же методом, лишают сверхспособностей. У Флэша появляется возможность единолично владеть Силой скорости, однако он понимает, насколько это может быть опасным, и отпускает её, оставив себе лишь прежние суперспособности.

## Роли озвучивали
- Флэш / Барри Аллен — Джеймс Арнольд Тэйлор
- Затанна — Кейт Микуччи
- Доктор Фэйт, Капитан Холод — Кевин Майкл Ричардсон
- Бэтмен — Трой Бейкер
- Супермен, Убийца Крок — Нолан Норт
- Чудо-женщина, Лоис Лейн — Грей Делайл
- Киборг — Хари Пейтон
- Эобард Тоун / Обратный Флэш — Дуайт Шультц
- Атом, Бэдж, Джимми Олсен — Эрик Бауза
- Пластикмен, Пингвин — Томас Кенни
- Огненный Шторм / Джейсон Раш — Фил Ламарр
- Ядовитый Плющ — Ванесса Маршалл
- Капитан Бумеранг, Аквамен — Ди Брэдли Бейкер
- Джокер — Джейсон Спайсэк